# Phaonia pudoa
Phaonia pudoa este o specie de muște din genul Phaonia, familia Muscidae, descrisă de Hall în anul 1937. Conform Catalogue of Life specia Phaonia pudoa nu are subspecii cunoscute.